# XL 레코딩스

XL 레코딩스(XL Recordings)는 영국의 인디 레코드 레이블이다. 리처드 러셀 (Richard Russell), 닉 홀크스 (Nick Halkes), 팀 파머 (Tim Palmer)가 베거스 뱅큇 레코드와 공동으로 1989년에 설립하였다.